# Association Sportive Saint-Raphaël Volley-Ball 2008-2009
Questa voce raccoglie le informazioni riguardanti l'Association Sportive Saint-Raphaël Volley-Ball nelle competizioni ufficiali della stagione 2008-2009.

## Organigramma societario
Area direttiva
- Presidente: Christine Girod

Area tecnica
- Allenatore: Rayna Minkova
- Allenatore in seconda: Violaine Scalabre

## Rosa
| N° | Nome                        | Ruolo | Data di nascita   | Nazionalità sportiva |
| -- | --------------------------- | ----- | ----------------- | -------------------- |
| 1  | Camille Crousillat          | S     | 23 marzo 1990     | Francia              |
| 2  | Lauriane Truchetet          | P     | 7 aprile 1984     | Francia              |
| 3  | Tracy Valerin               | C     | 23 febbraio 1987  | Francia              |
| 4  | Fanny Marino                | S     | 4 luglio 1983     | Francia              |
| 5  | Kristina Jordanska          | C     | 30 settembre 1988 | Bulgaria             |
| 6  | Audrey Syren                | P     | 4 settembre 1983  | Francia              |
| 7  | Marina Novosel              | S     | 20 novembre 1985  | Croazia              |
| 8  | Sandra Kociniewski          | O     | 22 maggio 1975    | Francia              |
| 9  | Hélène Aubry                | L     | 7 giugno 1985     | Francia              |
| 10 | Maria Del Mar Arranz Boyero | O     | 15 luglio 1981    | Spagna               |
| 11 | Marija Vasić                | S     | 21 settembre 1979 | Serbia               |
| 12 | Fatoumata Traoré            | C     | 13 dicembre 1978  | Francia              |